# 水根駅
水根駅（みずねえき）は、東京都西多摩郡奥多摩町にある奥多摩工業水根貨物線（旧・東京都水道局小河内線）の貨物駅（休止駅）である。水根積卸場、水根操車場とも呼ばれている。

## 歴史
小河内ダム（小河内貯水池）建設に伴うダム工事現場までの資材輸送のために敷設された旧・小河内線の終着駅として開設された貨物駅である。小河内ダム完成後は資材輸送の必要がなくなったため当駅は休止となり、その後奥多摩工業への譲渡後も廃駅とならずに現在に至っている。

### 年表
- 1952年（昭和27年）
  - 5月1日 - 氷川 - 当駅間開通に伴い開業。
  - 12月16日 - 氷川駅分岐専用側線の駅となり、小河内ダムへの資材輸送開始。
- 1955年（昭和30年）4月20日 - 専用鉄道の駅となる。
- 1957年（昭和32年）5月10日 - 小河内ダムへの資材輸送完了に伴い休止。
- 1963年（昭和38年）9月21日 - 西武鉄道へ譲渡され同社の駅となる。
- 1978年（昭和53年）3月31日 - 奥多摩工業へ譲渡され同社の駅となる。

## 駅構造
小河内線時代の駅構内には川砂などの資材を降ろすためのポケットがあり、さらにその下にはプラントからのベルトコンベアが繋がっていた。また、駅構内付近にはセメント貯蔵所、フライアッシュ解袋所などがあった。

## 駅周辺
当駅は小河内ダムのダムサイト北側に位置している。また、当駅から水根貨物線の遺構（第二水根橋梁、水根トンネルなど）が繋がっている。
- 国道411号（青梅街道）
- 奥多摩水と緑のふれあい館 - 当駅（当時）の写真が展示されている。
- 多摩川
- 小河内ダム
- 奥多摩湖（小河内貯水池）

## 休止後の現状
跡地には駅構造物はなく、資材が置けるような空き地となっている。

## 隣の駅
奥多摩工業
水根貨物線
氷川駅 - （貨）水根駅
氷川駅のJR東日本の名称は奥多摩駅である。